# Trino (álbum)
Primer álbum de estudio de Dulce y Agraz, publicado el 9 de noviembre de 2018.

## Sobre el álbum
Trino es un álbum conceptual de 11 canciones con temáticas autobiográficas, trata como lo define la artista sobre: «todas las emociones que genera cualquier tipo de crisis dolorosas, de cómo superarlas».
Después del EP homónimo de 2015, que llevó Dulce y Agraz a ser una de las artistas más escuchadas en la plataforma Spotify en la Región del Biobío, Trino es el primer larga duración del proyecto solista de la cantautora Daniela González.
El álbum fue producido por Cristián Dippel y Juan Pablo Bello, grabado en Estudios Triana y en Estudios del Sur. Contó con la colaboración de Natisú en «Bajo tus ojos», de la Princesa Alba en «Nada que temer», mientras «Duele» contó con la colaboración de múltiples cantautoras que entonaron el coro (Yorka, Kimi Burgos, Laurela y Martina Lluvias, entre otras).
El nombre del álbum viene del libro «Trinaje» de Carmen Martin, que describe el trinaje como el grito de dolor del pájaro ante las adversidades y también a una leyenda quechua que cuenta que los pájaros no tenían alas, les salieron después de superar la pena que llevaban y por eso ahora son los animales más felices del mundo.
Publicado el 9 de noviembre de 2018, coincidiendo con otros dos destacados álbumes chilenos: Norma de Mon Laferte y el álbum homónimo de la superbanda Pillanes.
El lanzamiento en vivo del álbum fue el 2 de mayo de 2019 en Matucana 100, en Santiago y el 8 de mismo mes en el Teatro Regional del Biobío en Concepción.

## Listado de canciones
Todas las canciones escritas y compuestas por Daniela González, Cristian Dippel y Juan Pablo Bello. 
| Trino      |                                      |          |  |
| N.º        | Título                               | Duración |  |
| 1.         | «Renacer»                            | 3:39     |  |
| 2.         | «La Distancia»                       | 2:44     |  |
| 3.         | «Súbitamente»                        | 2:53     |  |
| 4.         | «Bajo tus ojos» (con Natisú)         | 3:49     |  |
| 5.         | «No me alcanza»                      | 3:39     |  |
| 6.         | «Ojos cansados»                      | 3:33     |  |
| 7.         | «Ya no retoña»                       | 3:58     |  |
| 8.         | «Duele»                              | 4:10     |  |
| 9.         | «Los cimientos»                      | 3:07     |  |
| 10.        | «Gregorio»                           | 2:21     |  |
| 11.        | «Nada que temer» (con Princesa Alba) | 4:00     |  |
| 37 minutos |                                      |          |  |

## Sencillos
El sencillo de adelanto es «Súbitamente» publicado el 31 de agosto de 2018, esta canción fue escrita por Daniela tres años antes de la publicación del álbum, habla sobre el amor. El vídeoclip fue publicado el 6 de septiembre y el video fue dirigido por Camila Grandi.
El segundo sencillo, una vez publicado el álbum es «Renacer», esta canción es una especie de manifiesto de los que viene en el resto del álbum, cuenta que la historia que vendrá en el resto del disco es dura, que a la protagonista le ocurrirán cosas malas, pero al final todo estará bien.
El tercer sencillo es «No me alcanza», el cual se publicó el 1 de marzo de 2019, en una versión diferente a la del álbum, que incluye una colaboración con Francisco Victoria.
El cuarto sencillo es «Ya no retoña», el cual se lanzó como un lyric video, en el cual aparece una escena de la vocalista cantando en el estudio de grabación, siendo la toma original de la grabación.

## Críticas
El álbum ha tenido buena recepción de la crítica especializada, siendo incluida en dentro de listas de los mejores álbumes chilenos del año 2018. En el año 2019 gracias a este disco, Dulce y Agraz obtuvo cinco nominaciones a los Premios Índigo.